# Västernorrlands Allehanda
Västernorrlands Allehanda, VA, var en dagstidning med säte i Härnösand, som första gången kom ut 1874. Fyradagarsutgivning inleddes 1884 och sexdagarsutgivning 1894. 1953 köptes VA av ägaren till konkurrenten Ångermanlands Nyheter, som i samband med detta lades ner. VA fick i samband med detta moderat partifärg. 1964 övergick tidningen till tabloidformat.
Tidningen ägdes av Högerns förlagsstiftelse fram till år 1997 när den såldes till Gefle Dagblads Förvaltnings AB (nuvarande Mittmedia).
VA uppgick genom en sammanslagning med tidningen Nya Norrland år 2000 i Tidningen Ångermanland.

## Chefredaktörer
- John Kjellman, 1900[3]-1903
- Erland Hellbom, 1903-1904[4]
- Gustav Österdahl, 1904[5]-1915
- Ivar Österström, 1916-1943
- H-K Rönblom, 1944-1948
- Enar Molander, 1948[6]-1954
- Evert Skarin, 1954-1958[7]
- Gösta Ekberg, 1958-1976[7]
- Jackie Lindeberg, 1976-1978[7]
- Bo Östman, 1979-1997[7]
- Leif Edbom, 1997-1999[7]